# Tetrosomus
A Tetrosomus a sugarasúszójú halak (Actinopterygii) osztályának gömbhalalakúak (Tetraodontiformes) rendjébe, ezen belül a bőröndhalfélék (Ostraciidae) családjába tartozó nem.

## Rendszerezésük
A nembe az alábbi 4 faj tartozik:
- Tetrosomus concatenatus (Bloch, 1785)
- Tetrosomus gibbosus (Linnaeus, 1758)
- Tetrosomus reipublicae (Whitley, 1930)
- Tetrosomus stellifer (Bloch & Schneider, 1801)